# Holando-Argentino

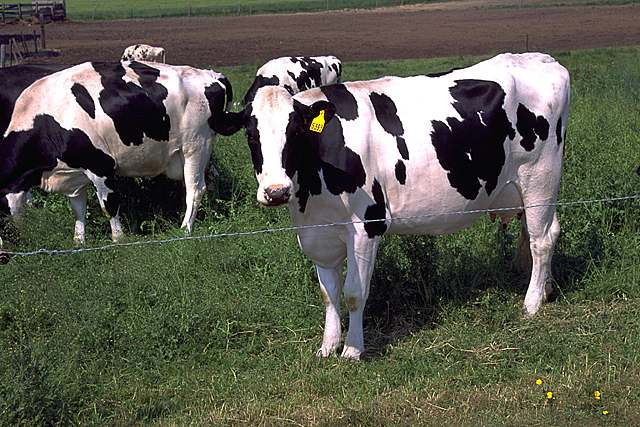
Ejemplar de raza lechera, Holstein.

Holando-Argentino es una raza de ganado vacuno, que se encuentra principalmente en Argentina y Uruguay. Deriva de la raza Holstein, también conocida como vaca frisona. Fue primero introducida desde los Países Bajos el 4 de marzo de 1880, en 
las fértiles regiones de la Pampa, destinándose a la producción tanto de carne como de leche.
En la actualidad, esta raza se encuentra principalmente en las provincias argentinas de Buenos Aires, Santa Fe, Córdoba y Entre Ríos y en la zona productiva conocida como cuenca lechera  que comprende los departamentos uruguayos de Florida, San José y Colonia. Es usada principalmente para la producción de leche.

## Características
Tiene un tamaño relativamente grande; precocidad mediana; esqueleto fuerte; mantas musculares no muy desarrolladas; aspecto anguloso; ubre desarrollada; pelaje blanco bien definido, con manchas negras repartidas en el cuerpo y extremidades blancas. Hay animales muy tapados de negro y otros muy blancos. Las manchas negras en las extremidades son aceptadas. Teniendo cuernos medianos. De las razas lecheras explotadas en el país es la más pesada. Tiene exigencias en cuanto a adaptación al medio y con respecto a la alimentación. Tiene un buen período de lactancia, con una producción de grasa butirosa que puede estar cerca del 4 % . Es la raza lechera que tiene el menor porcentaje de grasa, pero la mayor producción total.
Antiguamente en Argentina se había logrado el verdadero Holando-Argentino, derivado de vacas neerlandesas, seleccionadas como vacas medianas de buena ubre y muy buenas patas, una vaca adaptada a caminar, a buscar su pasto en el campo y a las condiciones pastoriles del campo argentino. Posteriormente con las masivas inseminaciones artificiales con genética del Canadá y los Estados Unidos de América, esta raza se transformó a través de generaciones en la Holstein, si bien son lo mismo, el Holando-Argentino se distinguía por ser un animal mediano, de buena ubre y muy caminador, con sangre neerlandesa tal como la es la Holstein, pero esta última seleccionada a las realidades canadienses y estadounidenses, pero el Holstein por las inseminaciones artificiales a través de los años, la transformó en una vaca de mayor porte, de mayor producción lechera, con una gran ubre, pero sus patas y ubre en muchas oportunidades no se adaptan a las condiciones reales del campo pastoril argentino, pues responden más a la realidad de los países del norte donde la estabulación es una condición para estas vacas donde se les brinda una excelente alimentación y nutrición muy balanceada.